# Miskolc templomainak listája
Miskolc szakrális épületeinek listája.
A 2011-es népszámlálás alapján a város lakosságának 27,8%-a katolikus (23,9%-a római és 3,9%-a görög), 15,3%-a református, 0,9%-a evangélikus, 0,1%-a zsidó és 1,6% egyéb vallású.
| Közismert név                                  | Titulus                                | Vallás/felekezet               | Városrész          | Épült                                          | Stílus                        |
| ---------------------------------------------- | -------------------------------------- | ------------------------------ | ------------------ | ---------------------------------------------- | ----------------------------- |
| Mindszenti templom                             | Szent Péter és Pál                     | római katolikus                | Belváros           | 1724–1880                                      | barokk, két tornya eklektikus |
| Minorita templom                               | Nagyboldogasszony                      | római katolikus                | Belváros           | 1729–1760                                      | barokk                        |
| Szent Anna-templom „Verestemplom”              | Szent Anna                             | római katolikus                | Belváros           | 1816–1818                                      | késő barokk                   |
| Avas-déli v. Jezsuita templom                  | Isteni Ige                             | római katolikus görögkatolikus | Avas-Dél           | 1989–1992                                      | modern téglaépület            |
| Diósgyőri római katolikus templom              | Szűz Mária neve                        | római katolikus                | Diósgyőr           | 1753                                           | gótikus, barokk               |
| Újdiósgyőri római katolikus templom            | Szent Imre                             | római katolikus                | Diósgyőr           | 1930–1931                                      | neogótikus, szecessziós       |
| Diósgyőr-vasgyári római katolikus templom      | Szent István                           | római katolikus                | Diósgyőr-Vasgyár   | 1905–1908                                      | historizáló                   |
| Görömbölyi római katolikus templom             | Szentháromság                          | római katolikus                | Görömböly          | 1774 körül                                     | barokk                        |
| Hejőcsabai római katolikus templom             | Gyümölcsoltó Boldogasszony             | római katolikus                | Hejőcsaba          | 1762                                           | klasszicista                  |
| Nagy Szent Teréz-templom                       | Nagy Szent Teréz                       | római katolikus                | Győri kapu         | 1994                                           | modern                        |
| Selyemréti templom                             | Szent István                           | római katolikus                | Selyemrét          | 1937–1943                                      | modern                        |
| Szirmai római katolikus templom                | Fájdalmas Szent Szűz                   | római katolikus                | Szirma             | 1876                                           | barokk                        |
| Martinkertvárosi katolikus templom             | Jézus Szíve                            | római katolikus                | Martinkertváros    | 1933–1934                                      | neobarokk                     |
| Hámori templom                                 | Szent Flórián és Magyarok Nagyasszonya | római katolikus                | Hámor              | 1810–1832                                      | késő barokk                   |
| Perecesi templom                               | Jézus Szíve                            | római katolikus                | Pereces            | 1928                                           | neobarokk                     |
| Bükkszentlászlói templom                       | Szent László                           | római katolikus                | Bükkszentlászló    | 1938                                           | modern                        |
| Szent Hedvig-kápolna (Diósgyőri várkápolna)    | Szent Hedvig                           | római katolikus                | Diósgyőr           | 14. század 2014 (rekonstrukció)                | gótikus                       |
| Kálvária-kápolna                               | Szent Kereszt felmagasztalása          | római katolikus                | Avas-Kelet         | 1860–1864                                      | neogótikus                    |
| Zárdakápolna                                   | Szűz Mária anyasága                    | római katolikus                | Belváros           | 1886                                           | eklektikus (neoreneszánsz)    |
| Sziklakápolna                                  | Jézus Szíve                            | római katolikus                | Miskolctapolca     | 1935                                           | modern                        |
| Kelemen Didák-kápolna                          | Kelemen Didák                          | római katolikus                | Ómassa             |                                                | modern                        |
| Búza téri székesegyház                         | Nagyboldogasszony                      | görögkatolikus                 | Belváros           | 1910–1911                                      | premodern, gótikus elemekkel  |
| Újdiósgyőri görögkatolikus templom             | Lisieux-i Kis Szent Teréz              | görögkatolikus                 | Diósgyőr           | 1961                                           | modern                        |
| Görömbölyi görögkatolikus templom              | Istenszülő oltalma                     | görögkatolikus                 | Görömböly          | 1854–1868                                      | későklasszicista              |
| Szirmai görögkatolikus templom                 | Szent András                           | görögkatolikus                 | Szirma             | 2008–2011                                      | modern                        |
| Ortodox templom                                | Szentháromság                          | ortodox keresztény             | Belváros           | 1785–1806                                      | copf                          |
| Belvárosi református templom („Kakas”-templom) |                                        | református                     | Belváros           | 1786–1808                                      | klasszicista, késő barokk     |
| Avasi templom                                  |                                        | református                     | Avas-Észak         | 12.–13. sz.                                    | gótikus                       |
| Avas-déli református templom                   |                                        | református                     | Avas-Dél           | 2019                                           | modern téglaépület            |
| Deszkatemplom                                  |                                        | református                     | Belváros, Tetemvár | 1937–38 (1999)                                 | szecessziós                   |
| Diósgyőri református templom                   |                                        | református                     | Diósgyőr           | 1769–1771                                      | késő barokk                   |
| Diósgyőr-vasgyári református templom           |                                        | református                     | Diósgyőr-Vasgyár   | 1926–1928                                      | szecessziós                   |
| Felsővárosi református templom                 |                                        | református                     | Győri kapu         | 1999–2010                                      | modern                        |
| Hejőcsabai református templom                  |                                        | református                     | Hejőcsaba          | 1772–1776                                      | késő barokk                   |
| Görömbölyi református templom                  |                                        | református                     | Görömböly          | 1956                                           | modern                        |
| Martinkertvárosi református templom            |                                        | református                     | Martinkertváros    | 1929–1930                                      | szecessziós                   |
| Miskolctapolcai református templom             |                                        | református                     | Miskolctapolca     | 2000                                           | modern                        |
| Szirmai református templom                     |                                        | református                     | Szirma             | 1785, 1871                                     | késő barokk                   |
| Belvárosi evangélikus templom                  |                                        | evangélikus                    | Belváros           | 1797                                           | barokk, empire                |
| Diósgyőri evangélikus templom                  |                                        | evangélikus                    | Diósgyőr           | 1898–1902                                      | eklektikus                    |
| Diósgyőr-vasgyári evangélikus templom          |                                        | evangélikus                    | Diósgyőr-Vasgyár   | 1935–1938                                      | historizáló, neoromán         |
| Kazinczy utcai zsinagóga                       |                                        | ortodox zsidó                  | Belváros           | 1856–1863                                      | romantikus                    |
| Aluakf Mecset                                  |                                        | muszlim                        | Szentpéteri kapu   |                                                |                               |
| Metodista imaház                               |                                        | metodista                      | Belváros           |                                                | modern                        |
| Elpusztult épületek                            |                                        |                                |                    |                                                |                               |
| Pálos kolostorrom                              | Szentlélek                             | római katolikus                | Bükk               | épült: 1313 előtt 1739-ben már rom             | gótikus                       |
| Boldogasszony templom                          | Boldogasszony                          | római katolikus                | Belváros (Újváros) | épült: 1445 előtt elpusztult: 1544             | gótikus                       |
| Szent György-kápolna                           | Szent György                           | római katolikus                | Avas               | épült: 16. sz. első fele elpusztult: 1816 után |                               |
| Palóczy utcai zsinagóga                        |                                        | szefárd zsidó                  | Belváros           | épült: 1900 elbontva: 1963                     | eklektikus                    |